# Andreína Paniagua
Andreína Paniagua (Santo Domingo, 7 settembre 1978) è un'ex cestista dominicana.

## Carriera
Con la Rep. Dominicana ha disputato sette edizioni dei Campionati americani (1997, 1999, 2003, 2005, 2009, 2013, 2015) e tre dei Giochi panamericani (Winnipeg 1999, Santo Domingo 2003, Toronto 2015).